# 千叟宴
千叟宴是指邀請叟（耆老）參與御宴的大型尊老、敬老活動，亦有人评价是清廷笼络人心之举，實施於清朝康熙年間，乾隆嘉庆时期亦有舉行。
康熙五十二年（1713年）三月二十五日，千叟宴首次在阳春舉行御宴，餐桌從西直门排到畅春园。康熙六十一年（1722年）正月初二又于乾清宫舉行千叟宴，宴请满、蒙、汉文武大臣以及致仕退黜人员，年龄65岁以上的老人680人。其年初五，康熙又宴请了汉族文武大臣年龄65岁以上者340人。乾清宫的两次筵席上，康熙与赴席老人们飞觞饮宴，皇子、皇孙们侍立观礼，并为老人们斟酒。为纪念这两次盛会，康熙帝即席有賦《千叟宴》诗一首，并命大臣们也“赋诗记事”，始有千叟宴之名。
乾隆帝性喜夸饰，又舉辦過千叟宴，較康熙朝有過之。乾隆五十年（1785年），第一次舉行千叟宴，在乾清宫列席八百桌，预宴者三千九百餘人。乾隆六十一年（1796年），乾隆宣布退位為太上皇，内禪礼成，即嘉慶元年正月，为庆祝“授受大典”，於宁寿宫皇极殿第二次舉行千叟宴，“六十以上预宴者凡五千九百余人，百岁老民至以十数计，皆赐酒联句。”宴席上，太上皇乾隆、当朝皇帝嘉庆亲自为90岁以上的寿星斟酒，并赏给106岁的熊国沛和100岁的邱成龙六品顶戴，90岁以上的老人赏七品顶戴。嘉庆《如皋县志》亦载：“吴际昌，字韦亭，年八十一岁，遇纯皇帝千叟宴，以八品官带匍匐丹墀，蒙恩赐鸠杖、银牌，千载旷典也”。